# 32e cérémonie des Los Angeles Film Critics Association Awards
La 32e cérémonie des Los Angeles Film Critics Association Awards (LAFCA Awards), décernés par la Los Angeles Film Critics Association, a eu lieu en décembre 2006, et a récompensé les films réalisés dans l'année.

## Palmarès
Note : la LAFCA décerne deux prix dans chaque catégorie ; le premier prix est indiqué en gras.

### Meilleur film
- Lettres d'Iwo Jima (Letters from Iwo Jima)
  - The Queen

### Meilleur réalisateur
- Paul Greengrass pour Vol 93 (United 93)
  - Clint Eastwood pour Lettres d'Iwo Jima (Letters from Iwo Jima)
  - Clint Eastwood pour Mémoires de nos pères (Flags of Our Fathers)

### Meilleur acteur
(ex æquo)
- Sacha Baron Cohen pour son rôle de Borat dans Borat : Leçons culturelles sur l'Amérique au profit glorieuse nation Kazakhstan (Borat: Cultural learnings of America for Make Benefit Glorious Nation of Kazahkstan)
- Forest Whitaker pour son rôle d'Idi Amin Dada dans Le Dernier Roi d'Écosse (The Last King of Scotland)

### Meilleure actrice
- Helen Mirren pour son rôle de la reine Élisabeth II dans The Queen
  - Penélope Cruz pour son rôle de Raimunda dans Volver

### Meilleur acteur dans un second rôle
- Michael Sheen pour son rôle du Premier ministre britannique Tony Blair dans The Queen
  - Sergi López pour le rôle du capitaine Vidal dans Le Labyrinthe de Pan (El laberinto del fauno)

### Meilleure actrice dans un second rôle
- Luminita Gheorghiu pour son rôle de Miora dans La Mort de Dante Lazarescu (Moartea domnului Lazarescu)
  - Jennifer Hudson pour le rôle d'Effie Melody White dans Dreamgirls

### Meilleur scénario
- The Queen – Peter Morgan
  - Little Miss Sunshine – Michael Arndt

### Meilleurs décors
- Le Labyrinthe de Pan (El laberinto del fauno)  – Eugenio Caballero
  - Les Fils de l'homme (Children of Men)  – Geoffrey Kirkland, Jim Clay et Veronica Falzon

### Meilleure photographie
- Les Fils de l'homme (Children of Men) – Emmanuel Lubezki
  - Lettres d'Iwo Jima (Letters from Iwo Jima) – Tom Stern
  - Mémoires de nos pères (Flags of Our Fathers) – Tom Stern

### Meilleure musique de film
- The Queen et Le Voile des illusions (The Painted Veil)  – Alexandre Desplat
  - The Good German et Little Children – Thomas Newman

### Meilleur film en langue étrangère
- La Vie des autres (Das Leben der Anderen)  Allemagne
  - Volver  Espagne

### Meilleur film d'animation
- Happy Feet
  - Cars

### Meilleur film documentaire
- Une vérité qui dérange (An Inconvenient Truth) de Davis Guggenheim
  - Le Cauchemar de Darwin (Darwin's Nightmare) d'Hubert Sauper

### New Generation Award
- Michael Arndt (scénario), Jonathan Dayton (réalisation) et Valerie Faris (réalisation), pour le film Little Miss Sunshine

### Career Achievement Award
- Robert Mulligan

### Douglas Edwards Experimental/Independent Film/Video Award
(ex æquo)
- Kelly Reichardt – Old Joy
- So Yong Kim – In Between Days

### Prix spécial
- A Jean-Pierre Melville pour son film L'Armée des ombres à l'occasion de sa sortie sur le territoire américain en 2006, trente-sept ans après sa sortie européenne.
- A Jonas Mekas pour sa carrière de réalisateur, de critique de cinéma et pour sa participation à la fondation de l'Anthology Film Archives de New York.